# Fabriciana mainalia
Fabriciana mainalia är en fjärilsart som beskrevs av Hans Fruhstorfer 1910. Fabriciana mainalia ingår i släktet Fabriciana och familjen praktfjärilar. Inga underarter finns listade i Catalogue of Life.